# Kamerunlinjen

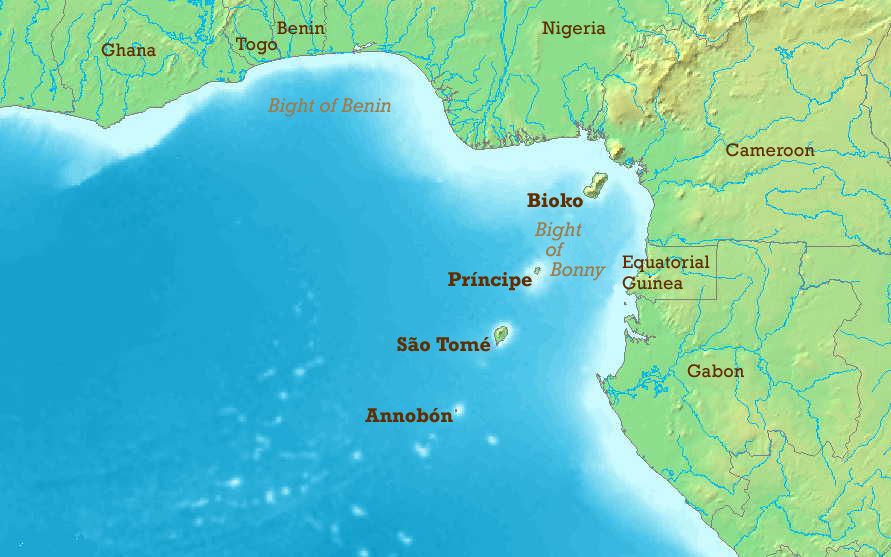
Karta över Guineabukten, som visar öarna som bildats av vulkankedjan.

Kamerunlinjen är en 1 000 km lång vulkankedja. Den inkluderar öar i Guineabukten samt berg i gränsområdet mellan östra Nigeria och västra Kamerun. Det sträcker sig från berget Kamerun vid Guineabukten vidare norr och öster mot Tchadsjön. Öarna, som ligger vid ekvatorn, har tropiskt klimat och är hem för många unika växt- och fågelarter. Bergsområdena på fastlandet är mycket svalare än de omgivande lågländerna och innehåller också unika och ekologiskt viktiga miljöer.
Kamerunlinjen är geologiskt ovanlig eftersom den sträcker sig över både havsbotten och landyta. Det har varit många hypoteser från flera olika geologer för att förklara linjen.

## Artikelursprung
Den här artikeln är helt eller delvis baserad på material från engelska Wikipedia.

### Från originalartikel
1. ↑  Foulger, Gillian R. (2010). Plates vs. Plumes: A Geological Controversy. Wiley-Blackwell. ISBN 978-1-4051-6148-0. Arkiverad från originalet den 25 november 2017. https://web.archive.org/web/20171125195240/http://www.wiley.com/WileyCDA/WileyTitle/productCd-1405161485.html. Läst 25 januari 2022